# Zecer

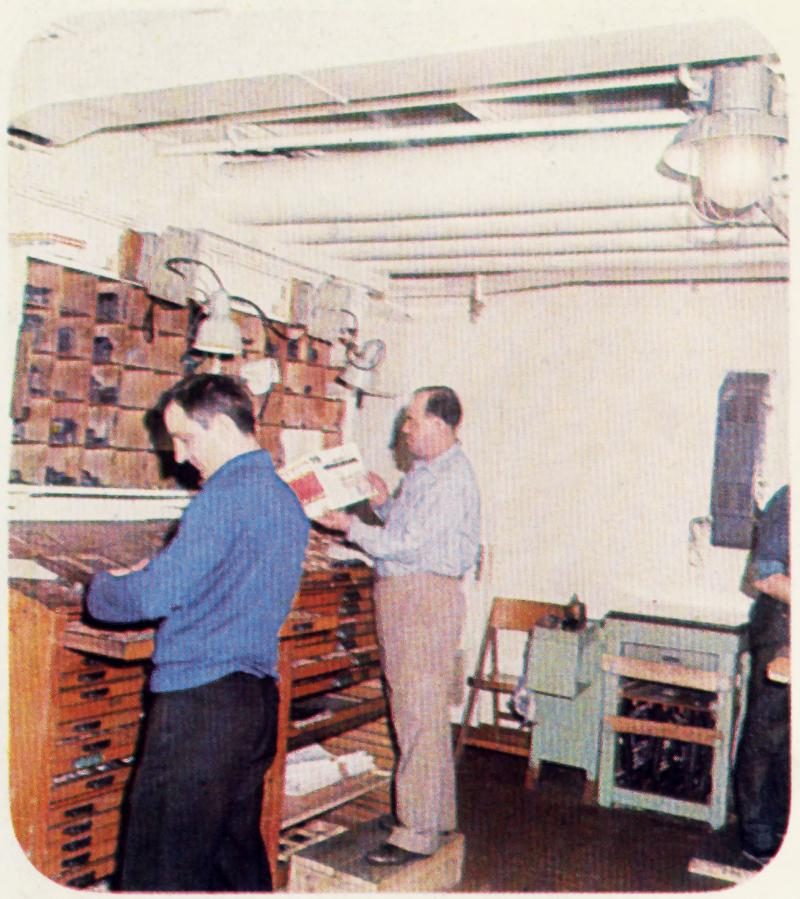
Zecerzy pracujący przy kasztach w drukarni na transatlantyku TSS Stefan Batory (ok. 1970 r.)

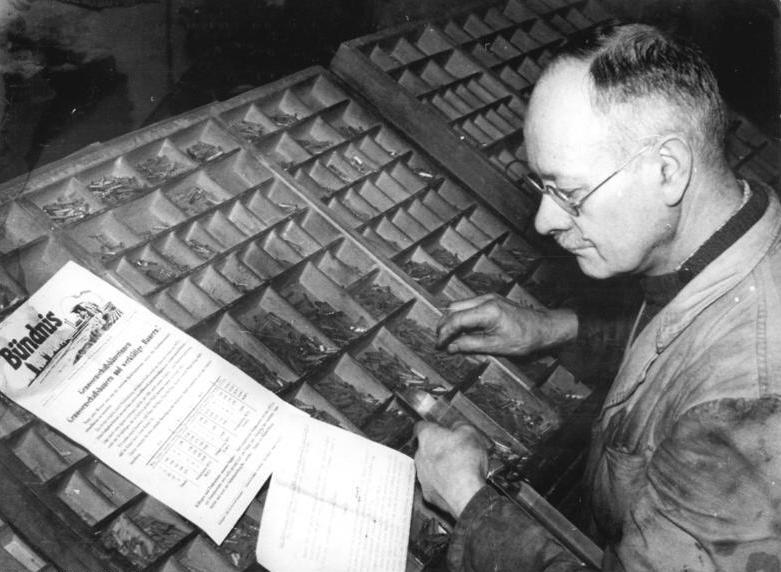
Zecer podczas pracy w Stacji Maszynowo-Traktorowej Magdeburg-Südwest w NRD (1954 r.)

Zecer (inaczej składacz; z niem. Setzer, od czasownika setzen, pol. składać) – wysoko kwalifikowany technik zecerstwa, odpowiadający wraz z metrampażem za skład ręczny lub maszynowy na potrzeby druku typograficznego. Miejscem pracy zecera, jak i metrampaża, była zecernia.

## Szczegóły zawodu
Zawód zecera powstał wraz z rozwojem technologii drukarstwa, zainicjowanym przez XV-wiecznego innowatora, Jana Gutenberga, pełniąc dalej ważną rolę w świecie poligrafii aż do lat 80. XX wieku.
Zecer składał z materiału zecerskiego (np. czcionek) proste formy drukowe lub przygotowywał elementy tych form (szpalty, tabele, wzory) do późniejszego wykorzystania przez metrampaża, który wykonywał drugi etap składu. Skład ten odbywał się na podstawie załączonego materiału z adiustowanym wydrukiem lub maszynopisem.
Technik z wykształceniem zecerskim mógł zająć stanowisko:
- osoby pracującej na pojedynczych gotowych czcionkach fabrycznych
- operatora odlewarki monotypowej, składającym tekst z bieżąco odlewanych pojedynczych czcionek (monotypów) składanych od razu w tekst
- operatora odlewarki linotypowej, tworzącego od razu całe wiersze linotypowe tekstu o szerokości szpalty. Obie odlewarki były nazywane inaczej składarkami

Zecerstwo było rzemiosłem wymagającym olbrzymiej wiedzy i doświadczenia, stąd zecerów na równi z drukarzami nazywano „towarzyszami sztuki drukarskiej” i było to określenie mające w sobie bardzo dużo prawdy. Wśród wielu niezwykłych umiejętności zecera było m.in. biegłe czytanie tekstu jednocześnie do góry nogami i w odbiciu lustrzanym.
Z racji rozwoju cyfryzacji i procesów DTP, praca zecerów od lat 80. XX wieku stawała się coraz bardziej zbędna, w ciągu kilkudziesięciu lat lokując ten fach w kategorii wymarłych. W Polsce szkolne zajęcia w zecerni prowadzono jeszcze pod koniec lat 90. XX wieku. Obecnie zecerów możemy spotkać w rzemieślniczych drukarniach, czy też muzeach.

## Zdrowie
Zecer pracował z wykorzystaniem przedmiotów stworzonych ze stopu drukarskiego, stąd ołowica była chorobą zawodową wielu zecerów, a w każdej zecerni istniały dla pracowników przydziały mleka na miejscu.
Wśród zecerów można było spotkać nierzadko osoby głuche – potrafiły one idealnie skupić się nad pracą wymagającą dużej koncentracji i właśnie zawód zecera był jedną z tych profesji, gdzie głuche osoby kierowano.